# Taiskirchen im Innkreis
Taiskirchen im Innkreis (baw. Tåskira) – gmina targowa w Austrii, w kraju związkowym Górna Austria, w powiecie Ried im Innkreis. Liczy 2406 mieszkańców (1 stycznia 2015).